# Razvodnik (hidraulika)
Razvodnik ili razvodni ventil je vrsta hidrauličkog ventila koji usmjerava tok hidrauličkog fluida u hidrauličkom pogonu propuštanjem, zatvaranjem ili promjenom smjera toka. Ovdje se pod razvodnikom podrazumijeva digitalno pokretani razvodnik, kod kojeg se koriste samo krajnji položaji “otvoreno” ili “zatvoreno”. Postoje i kontinuirano pokretani razvodnici (proporcionalni i servo-ventili), koji između dva krajnja položaja kontinuirano poprimaju neki položaj uz odgovarajuće prigušno djelovanje.
Osnovne karakteristike hidrauličkih razvodnika su: konstrukcija, nazivna veličina, broj radnih položaja, broj hidrauličkih priključaka, način aktiviranja. Uz ove podatke od interesa su i nazivni protok, maksimalni radni tlak i materijal razvodnika, naročito brtvi. Oznaka broja priključaka i radnih položaja obično se piše ispred riječi razvodnik (npr. 4/3 razvodnik označava razvodnik s 4 priključka i 3 radna položaja).
Način rada hidrauličkih i pneumatskih razvodnika gotovo je jednak, a simboli su praktički isti (koriste se simboli prema normi DIN ISO 1219). U hidraulici se ulazni priključci obično označavaju slovima P (tlačni – lijevo), R (ili T za odvod, odnosno spremnik – desno), izlazni (radni) priključci slovima A, B, C, upravljački slovima X ili Y, a pomoćni (za prodrlo ulje) slovom L.

## Osnovne karakteristike hidrauličkih razvodnika
Osnovne su konstrukcijske karakteristike hidrauličkih razvodnika:
- broj radnih položaja,
- broj hidrauličkih priključaka na razvodniku,
- funkcija radnih položaja,
- način pokretanja ili aktiviranja razvodnika,
- nazivna veličina NP (nazivni promjer) otvora.

### Broj radnih položaja
Broj radnih položaja određen je funkcijom razvodnika. Da bi se ostvarila samo funkcija prekidanja protoka radne tekućine prema izvršnom motoru (ili hidraulički cilindar), potrebna su 2 radna položaja (isključeno i uključeno). Za ostvarivanje funkcije prekidanja (zaustavljanja), starta (početka rada) te reverziranja (povratnog hoda), potrebna su 3 radna položaja, i slično. S obzirom na mogućnosti aktiviranja razvodnika, uobičajeno je da se oni izrađuju s 2, 3 ili 4 radna položaja. Najčešće se koriste 2 i 3 radna položaja koji se zadaju elektromagnetima za pokretanje (aktiviranje). Simbolima se radni položaji prikazuju kvadratićima. Broj kvadratića označava ukupni broj radnih položaja razvodnika. 

### Broj hidrauličkih priključaka
Broj hidrauličkih priključaka iznosi najmanje 2, a može ih biti i više. Razvodnik s 4 priključka ima:
- priključak za dovod radne tekućine (tlačni vod od hidrauličke crpke);
- priključak za odvod radne tekućine (povratni vod prema spremniku ili rezervoaru);
- 2 priključka za dovod i odvod radne tekućine u izvršni motor (hidraulički cilindar).

Označavanje priključaka na razvodniku propisano je ISO simbolima ili odgovarajućim nacionalnim standardima. Tako je prema HRN označeno:
- P – priključak crpke (tlačni priključak);
- R – priključak rezervoara ili spremnika;
- A, B, C – izlazni priključci razvodnika;
- X i Y – unutarnje ili vanjsko upravljanje razvodnikom.

Na grafičkim simbolima hidraulički priključci se označavaju i ucrtavaju na nultom ili središnjem radnom položaju (hidraulički cilindar miruje). Na simbolima je tlačni vod od crpke P uvijek lijevo, a vod prema spremniku R desno. To je važno da ne bi bilo pogrešnog tumačenja priključivanja razvodnika, kao i funkcija radnih položaja. 
Često se hidraulički razvodnici označavaju brojčano, na primjer 4/3, što znači da da razvodnik ima 4 priključka i 3 radna položaja. 

### Funkcija radnog položaja
Funkcija radnog položaja na hidrauličkom razvodniku konstrukcijski je određen za svaki radni položaj na razvodniku. Osnovne su funkcije:
- prekidanje protjecanja,
- protjecanje u zadanom smjeru,
- promjena smjera,
- prigušenje,
- blokiranje, i tako dalje.

Funkcija radnih položaja prikazuje se grafičkim simbolima unutar kvadratića koji označavaju radni položaj. 

### Pokretanje razvodnika
Pokretanje ili aktiviranje razvodnika, odnosno postavljanje razvodnika u odgovarajući radni položaj izvodi se na različite načine:
- polugom,
- oprugom,
- elektromagnetski,
- hidrauličkim i
- pneumatskim pokretačima (aktivatorima).

Podatak o pokretanju razvodnika postavlja se s desne i s lijeve strane simbola radnog položaja.

### Nazivna veličina razvodnika NP
Nazivna veličina razvodnika NP je promjer priključnog otvora u milimetrima. Ona određuje veličinu protoka koja se u normalnim uvjetima može propustiti kroz razvodnik. Nazivni protočni otvori hidrauličkih dijelova su standardizirani (HRN L.N1.028): 
| Hidraulički vod | Vrijednost tlaka u vodu | Dopuštena brzina          |
| --------------- | ----------------------- | ------------------------- |
| NP 4            | Q = 4,5 l/min           | (vrlo rijetko u upotrebi) |
| NP 6            | Q = 10 l/min            |                           |
| NP 8            | Q = 18 l/min            | (vrlo rijetko u upotrebi) |
| NP 10           | Q = 30 l/min            |                           |
| NP 16           | Q = 70 l/min            |                           |
| NP 20           | Q = 120 l/min           |                           |
| NP 25           | Q = 180 l/min           |                           |
| NP 32           | Q = 250 l/min           |                           |
| NP 50           | Q = 630 l/min           | (specijalne namjene)      |

## Vrste razvodnika
Prema konstrukciji razvodnici se dijele na klipne, pločaste i razvodnike sa sjedištem. Najčešće se koriste klipni razvodnici. 

### Razvodnici sa sjedištem
Razvodnici sa sjedištem nepropusno zatvaraju protok pomoću pladnja koji ima oblik kugle, stožca, a rjeđe tanjurasti. Obično se izvode kao 2/2 i 3/2 razvodnici, a njihovim kombiniranjem dobivaju se razvodnici s većim brojem priključaka. Relativno su neosjetljivi na nečistoću i imaju mali hod pokretanja. Nije lako postići tlačno uravnoteživanje, tj. kompenzaciju sile potrebne za prebacivanje.

### Pločasti razvodnici
Pločasti razvodnici koriste se za niske i visoke tlakove, a aktiviraju se isključivo ručno. Mogu imati i više od tri razvodna položaja. Nazivna veličina izražava se nazivnim promjerom (NP) priključaka. Način aktiviranja (neposredni) može biti ručni, opružni, hidraulički, pneumatski i elektromagnetski. Razvodnici s elektromagnetskim aktiviranjem imaju i dodatno ručno aktiviranje zbog sigurnosti i održavanja. Elektromagneti mogu biti izmjenični i istosmjerni. Izmjenični su izloženi strujnom udaru u času uključivanja i pregore ako se pri aktivaciji kotva potpuno ne uvuče. Istosmjerni podnose proizvoljni položaj kotve i omogućavaju gotovo dvostruki broj uključivanja u satu.

### Klipni razvodnici
Klipni razvodnici u principu imaju uravnotežen tlak (kompenzacija sile za prebacivanje) i velik hod prebacivanja. Izvedba je jednostavna, a uvijek je prisutan izvjestan protok propuštanja koji se umanjuje izradom prstenastih utora u klipu. Zbog malih zazora osjetljivi su na nečistoću (trošenje).
Zadani položaj razvodnog klipa može se pozicionirati i održavati:
- oprugama za centriranje koje vraćaju klip u početni položaj kad razvodnik nije aktiviran,
- mehaničkim uskočnikom ili kuglicom s oprugom koji održavaju postojeći položaj do novog aktiviranja,
- blokiranjem tekućine ispred čela razvodnog klipa (hidrauličko držanje).

Konstrukcijska izvedba klipnih razvodnika je relativno jednostavna, može se postići velik broj različitih funkcija, aktiviraju se pravocrtnim (translatornim) pomicanjem klipa razvodnika. Osnovni je strojni dio tijelo razvodnika u kojem je čahura i razvodni klip. Protočni otvori se stvaraju pravocrtnim pomicanjem razvodnog klipa u čahuri. Čahura i razvodni klip strojno su obrađeni s vrlo uskim tolerancijama i finim obradama površine. Brtvljenje sklopa izvodi se poprečnom (radijalnom) zračnošću klipa i čahure. Brtve od elastomera i O-prstenovi ne mogu se upotrijebiti zbog ograničenja sile za pozicioniranje razvodnog klipa i ograničenog vijeka trajanja. Brtvljenje zračnošću klipa i čahure, osigurava učinkovito (efikasno) podmazivanje, ispiranje kliznih površina, smanjenje sile trenja i trošenje dijelova. Unatoč dobro obrađenim površinama klipa i razvodnika, istjecanje kroz poprečnu (radijalnu) zračnost nije moguće izbjeći.

## Upravljački uređaji u pneumatici
Upravljački uređaji u pneumatici su uređaji za regulaciju i usmjeravanje stlačenog zraka. Moguće funkcije upravljačkih uređaja uključuju: propuštanje, zaustavljanje i promjenu smjera stlačenog zraka; regulaciju protoka i tlaka, te osiguranje od preopterećenja. U pneumatskom upravljanju upravljački uređaji prenose energiju i (ili) informaciju. Uobičajena podjela upravljačkih uređaja je:
- razvodnici,
- zaporni ventili,
- tlačni ventili,
- protočni ventili,
- kombinirani ventili,
- cijevni zatvarači.

U pneumatskim shemama koriste se simboli upravljačkih uređaja koji prikazuju njihovu funkciju (ne konstrukciju). Upravljački uređaji se prikazuje kvadratnim simbolima – broj kvadrata odgovara broju mogućih razvodnih položaja danog upravljačkog uređaja. Strelice ucrtane u polja (kvadrate) prikazuju razvodne putove i smjer protoka stlačenog zraka. Zatvoren put označava se poprečnom crtom unutar polja. Dovodni i odvodni priključci ucrtavaju se na polju nultog (mirnog) položaja (položaj koji upravljački uređaj zauzima kad na njega ne djeluje upravljački signal) ili na polju polaznog položaja, ako upravljački uređaj nema nultog položaja. Način pokretanja (aktiviranja) označava se sa strane (na primjer oprugom i kombinirano: elektromagnetom ili ručno). Priključci upravljačkih uređaja označavaju se brojevima, i to:
- radni priključci ili vodovi: 2, 4, 6...(A, B, C...);
- napajanje 1 (P – tlačni vod);
- odzračivanje 3, 5 (R, S, T);
- priključak na upravljačke vodove 12, 14 (X, Y, Z).

### Pneumatski razvodnik
Pneumatski razvodnici usmjeravaju tok stlačenog zraka: propuštanjem, zatvaranjem, promjenom smjera toka. Razvodnici se razlikuju po sljedećim svojstvima:
- tip razvodnika određen je brojem priključaka i razvodnih položaja (polja u simbolu). Oznaka tipa razvodnika stavlja se ispred naziva, na primjer "3/2 razvodnik" (čita se tri kroz dva) označava razvodnik s 3 priključka i dva razvodna položaja;
- veličina razvodnika opisana je priključnom mjerom odnosno nazivnim promjerom (na primjer ¼") koja se odabire prema protoku medija;
- način pokretanja ili aktiviranja može biti neposredno i posredno (neposredni i posredni razvodnici). Mogući načini (neposrednog) aktiviranja razvodnika su: fizičko, mehaničko, tlačno, električno, kombinirano.
- duljina trajanja signala; prema duljini trajanja signala potrebnoj za pokretanje razvodnika, razvodnici se dijele na: razvodnike s trajnim aktiviranjem (monostabilne) koji su aktivirani u vremenu dok traje signal i razvodnike s trenutnim pokretanjem (bistabilne) koji su trajno aktivirani kratkim signalom (funkcija pneumatske memorije).
- konstrukcija je bitna u pogledu trajnosti, sile potrebne za pokretanje, veličine, načina pokretanja, održavanja, pouzdanosti rada razvodnika i tako dalje.

Prema konstrukciji razvodnici se dijele na:
- razvodnike sa sjedištem:
  - ravni (tanjurasti),
  - konusni,
  - kuglasti,
- razvodnike s kliznim prekrivanjem:
  - klipni,
  - pločasti,
  - kulisni.

#### Razvodnik sa sjedištem
Razvodnik sa sjedištem ima vrlo kratko vrijeme pokretanja ili aktiviranja (otvaranje ili zatvaranje). Odlikuju se dobrim brtvljenjem jer je relativno velika površina nalijeganja sjedišta i pokretnog dijela. Neosjetljivi su na prljavštine iz zraka. 

##### Razvodnik s ravnim sjedištem
Otvaranje, odnosno zatvaranje razvodnika s ravnim sjedištem vrši se pomoću pladnja (oblik tanjura, ploče, stošca ili kugle) koji može otkriti (prekriti) i pritiskanjem zatvoriti otvor koji se naziva sjedište. Sjedište je najčešće obloženo gumenom brtvom. Potreban je relativno mali pomak pladnja za otvaranje znatne protočne površine. Sila ovakvog aktiviranja je relativno velika, a vrijeme kratko. Razvodnici nisu naročito osjetljivi na nečistoće, jer struja zraka odnosi nečistoću i čisti sjedište. Tip razvodnika sa sjedištem obično je 2/2 ili 3/2, a složeniji tipovi izvode se kombinacijom većeg broja razvodnika.
Zbog relativno velike sile pokretanja, veći ventili često se izvode kao posredni (predupravljani). Vanjskom silom pokreće se manji posredni (predupravljački, odnosno pilot) razvodnik koji propušta stlačeni zrak na klip glavnog razvodnika, kojeg prema tome pokreće sila stlačenog zraka.

##### Razvodnik s kuglicom
Razvodnici s kuglicom su vrlo jednostavni, ali nemaju kvalitetno brtvljenje, pa se manje upotrebljavaju.

#### Razvodnik s prekrivanjem
Otvaranje ili zatvaranje razvodnika s kliznim prekrivanjem ili preklapanjem ostvaruje se pomoću površine (klip, ploča ili klizač – kulisa) koja klizanjem prelazi preko strujnog otvora i tako ga postupno otkriva ili prekriva.

##### Klipni razvodnik
Prednosti klipnog razvodnika su manja sila pokretanja, jednostavniji rad (funkcioniranje), jednostavnija izrada i mogućnost promjene načina pokretanja. Mane su mu veća duljina hoda, manja frekvencija prebacivanja, podmazivanje pokretnih dijelova, trošenje (habanje) pokretnih dijelova i poteškoće s brtvljenjem. Brtvene površine osjetljive su na nečistoće (habanje). Izrađuju se kao 3/2 i 5/2 razvodnici. Klipni razvodnici su našli najširu primjenu u pneumatskim sustavima. 

##### Pločasti razvodnik
Pločasti razvodnik ima kružnu razvodnu ploču, koja zakretanjem spaja odgovarajuće priključke. Pokretanje je najčešće ručno. Može se iskoristiti i srednji položaj, u kojem su svi priključci zatvoreni. Zato se izrađuje kao 4/2 i 4/3 razvodnik. Točno pozicioniranje ploče obično se osigurava uskočnikom. Pločasti razvodnici se mogu izvesti s 3 ili 4 radna položaja i 3 priključka. Takvom je konstrukcijom omogućeno dobro brtvljenje i zadržavanje zadanih položaja. Oni se najčešće pokreću ručno. 

##### Razvodnik s kulisom
Razvodnik s kulisom sliči klipnom razvodniku, ali umjesto središnjeg klipa klipnjača tangencijalno pomiče plosnatu razvodnu ploču (kulisu) koja klizanjem prekriva (otkriva) otvore priključaka.

### Odabir razvodnika
Za odabir su bitne sljedeće tri, međusobno povezane, karakteristike pneumatskog cilindra (aktuatora):
- promjer klipa cilindra (radni volumen motora);
- opterećenje klipa;
- potrebna brzina klipa (brzina vrtnje motora).

Odabir se vrši prema iskustvenim podacima – pomoću dijagrama. Razvodnici trebaju imati jednoznačne oznake radi održavanja i dokumentacije. Ponekad i dužina pneumatskih vodova utječe na odabir razvodnika, ako su predugački i imaju velike gubitke.